# ریکویا ایزوتسو
ریکویا ایزوتسو (انگلیسی: Rikuya Izutsu؛ زادهٔ ۱۰ فوریهٔ ۱۹۹۴) بازیکن فوتبال اهل ژاپن است.